# Alexander Winton
Pour les articles homonymes, voir Winton.
Alexander Winton (né le 20 juin 1860 en Écosse, mort le 21 juin 1932) est un inventeur américain dans le domaine automobile, et pilote de course. Il a apporté des améliorations à l'automobile, à la bicyclette et au moteur Diesel.

## Biographie
Né à Grangemouth en Écosse, il émigre aux États-Unis en 1879. Il a fondé la Winton Motor Carriage Company en 1897. Il a été un des premiers à fabriquer des automobiles en vue de les vendre au public, précédant Henry Ford dans ce domaine. Il utilisait les courses et rallyes pour promouvoir ses produits. Winton a vendu la première voiture à essence aux États-Unis pour 1 000 $ en 1898. Il a déposé plus de cent brevets.
Il est inscrit dans le Hall of Fame.